# مات كارل
مات كارل (بالإنجليزية: Matt Carle)‏ هو لاعب هوكي جليد أمريكي، ولد في 25 سبتمبر 1984 في أنكوريج في الولايات المتحدة.

## وصلات خارجية
- مات كارل على موقع دوري الهوكي الوطني (الإنجليزية)
- مات كارل على موقع قاعة مشاهير الهوكي (لاعب أن.إتش.أل) (الإنجليزية)
- مات كارل على موقع EliteProspects.com (الإنجليزية)
- مات كارل على موقع Eurohockey.com (الإنجليزية)
- مات كارل على موقع HockeyDB.com (الإنجليزية)
- مات كارل على موقع Hockey-Reference.com (الإنجليزية)
- مات كارل على موقع قاعة ألاسكا للمشاهير الرياضية (الإنجليزية)